# Tanja Lehmann
Tanja Lehmann (* 9. Mai 1989 in Bern) ist eine Schweizer Schauspielerin und Tänzerin.

## Leben
Im Alter von vier Jahren besuchte Tanja Lehmann eine Ballettschule. Später folgten Jazz-, Modern- und Streetdance-Unterricht. Mit ihrer Berner Tanzgruppe gewann Lehmann insgesamt dreimal den Schweizer Meistertitel in Streetdance. 2010 folgte das Studium in zeitgenössischem Tanz an der Zürcher Hochschule der Künste. Während des Studiums spielte Lehmann im Theaterstück Freier von Volker Hesse und wurde für die Rolle der Lena Vonlanthen in der SRF-Serie Best Friends gecastet.

## Filmografie (Auswahl)
- 2010: Best Friends (Staffel 1)
- 2011: Best Friends (Staffel 2)
- 2011: Acht Blumen (Kurzfilm)
- 2011: Areal 17 (Kurzfilm)
- 2012: Der Tod der alten Dame (Kurzfilm)
- 2012: Best Friends (Staffel 3)
- 2013: Vivi (Kurzfilm)
- 2013: Nico (Kurzfilm)
- 2014: Ziellos
- 2016: Der erste Schnitt
- 2016: Inner Slave – Lexy & K-Paul (Musikvideo)
- 2017: Eine z’viel! (Sitcom)
- 2018: Vitrum (Kurzfilm)
- 2018: Things Falling Apart
- 2018: Phantomschmerz
- 2018: Bernegger & Juric – Die Kommissare

## Theater (Auswahl)
- Freier / Szenische Skizzen aus dem Rotlichtmilieu – Regie Volker Hesse
- L’Histoire du Soldat – Regie Gilles Tschudi